# Can Tries (Vilobí d'Onyar)
Can Tries o Can Trias és un conjunt d'edificis força complex del municipi de Vilobí d'Onyar (Selva) format per cossos d'èpoques diferents. Forma part de l'Inventari del Patrimoni Arquitectònic de Catalunya.

## Descripció
La part més antiga data del segle xvii i està formada per un edifici orientat a llevant, de dues plantes amb vessants a laterals i cornisa catalana de dues filades de teules. Presenta un portal quadrangular amb llinda monolítica que té gravat un motiu ornamental de fulla de roure coronat per una creu i amb unes línies formant ones que segueixen en les pedres de reforç de sota l'ampit de la finestra. Al primer pis trobem dues finestres quadrangulars de pedra, la lateral porta la data de 1603 i la central un motiu ornamental de fulla de roure més evolucionat que el del portal. A la part baixa es conserva una premsa de vi. Aquesta façana té un cos adossat perpendicularment que manté part de l'arrebossat de calç del rellotge de sol amb una inscripció que diu "Miquel Trias dia 23 de maig de 1618". Els diferents afegits de dependències de treball l'emmascaren parcialment. Davant hi ha un pati tancat per un mur de pedra.
L'edifici del segle xix està situat a la façana de ponent i es comunica directament amb el primitiu per la part del darrere. Es tracta d'una gran construcció de tres plantes i vessants a façana. El portal és d'arc rebaixat de pedra. Les obertures de la planta baixa i el primer pis són emmarcades amb pedra. Les primeres tenen reixa de protecció amb formes corbes de ferro i el primer pis presenta balcons de barana de ferro. Al pis superior hi ha quatre finestres d'arc de mig punt i una de quadrangular amb barana de gelosia de rajol, menys una que és de ferro. El més destacable d'aquest edifici vutcentista és l'àmplia galeria de la segona planta de la banda de migdia, formada per setze arcs de mig punt i gelosia de rajol. L'interior ha estat reformat fa pocs anys i s'hi ha instal·lat ascensor. Manté les voltes rebaixades de rajol i les portes emmarcades amb pedra.
Can Tries conserva documentació des de l'any 1442. Sempre ha estat propietat de la mateixa família que es continua dedicant a l'explotació ramadera.